# Karsenia koreana
Karsenia koreana é um anfíbio caudado pertencente à família Plethodontidae. É a única espécie do gênero Karsenia. É encontrada na Península da Coreia.